# Teodulf d'Orleans
Teodulf d'Orleans (Nord d'Espanya, potser Saragossa, ca. 750/760 - Orleans, 821) fou bisbe d'Orleans entre el 797 i 818. És venerat com a sant per l'Església catòlica.
Teodulf era d'origen visigot i havia nascut al nord d'Hispània, potser a Saragossa. La seva família va fugir de la invasió musulmana i es va refugiar al sud de França, a l'Aquitània. Dedicat a l'estudi fou un notable teòleg, poeta i savi. Va ensenyar a Itàlia, on el va conèixer Carlemany vers 774 i va ser cridat a la cort on va participar en el renaixement carolingi al costat d'erudits com Alcuí de York o el llombard Pau Diaca. Fou membre de l'acadèmia palatina i el 797 o 798, Carlemany el va fer nomenar bisbe d'Orleans.
El 798 fou designat com un dels missi dominici encarregats d'alguns afers a Septimània i al sud dels Pirineus. En total els missi domini eren quatre: dos eclesiàstics i dos seglars; l'altra eclesiàstic fou Leidrat, bisbe de Lió (798-814) i els dos seculars segurament eren comtes però no se sap quins. Teodulf va escriure un relat de la seva tasca que els va portar a tota la Narbonesa o Septimània. Van sortir de Lió seguint el Roine i van entrar a Septimània per Nimes que descriu com una vila considerable; després van anar a Magalona i Substancion, deixant Agde a l'esquerra, arribant llavors a Besiers i d'allí a Narbona, ciutat que Teodulf elogia i compara a la d'Arle. També elogia la rebuda dels habitants als que anomena com els seus parents (consanguineos). De Narbona van anar a Carcassona i d'aquesta a Redae (Rasès) des d'on van retornar a Narbona, on es va celebrar un placitum o assemblea de la província on es van trobar gran nombre d'eclesiàstics i seculars. En acabar, els comissaris van anar a Provença i van acabar la comissió a Cavaillon. Se sap que Leidrat va anar, per orde especial de Carlemany, al sud dels Pirineus per imposar al bisbe Fèlix d'Urgell que abjurés de la seva heretgia i anés a un concili que tindria lloc el 800 a Aquisgrà.
A la tornada, Teodulf va exercir com a bisbe i fou alhora abat de Fleury, després abadia de Saint-Benoît-sur-Loire. El 800 va assistir a la coronació de l'emperador i el 804 va succeir Alcuí com a conseller teològic de Carlemany. Poc després de la mort d'aquest, el 28 de gener del 814, fou sospitós de participar en la revolta del rei Bernat d'Itàlia contra el seu pare l'emperador Lluís el Pietós el 817, per la qual cosa fou destituït com a bisbe i fou empresonat (818) a Angers, segurament a l'abadia de Saint-Aubin, on va morir el 821.
Va ser el creador de les escoles que van formar els quadres de comandament de l'imperi. Fou un dels autors dels Libri Carolini que combatien la prohibició del culte a les imatges establerta pel concili de Nicea II. Venerat com a sant, la seva memòria es commemora l'1 de maig.